# Légió híd
A Légió híd (Most Legií) a Moldva folyásirányban nyolcadik (V-020 kódjelű) hídja Prágában. A Nemzeti sugárutat (Národní třída) köti össze a Lövész szigeten (Střelecký ostrov) át a Kisoldallal (Győzelem utca). Műemlékvédelmi kódszáma 40873/1-1739.

## Elnevezései időrendben
- 1841–1919: I. Ferenc császár hídja;
- 1919–1940: Légió híd (a csehszlovák légiósok emlékére)
- 1940–1945: Smetana-híd
- 1945–1960: Légió híd
- 1960–1990: Május elseje híd,
- 1990 óta: Légió híd

Az első világháborúban a Csehszlovák Légiót azokból a cseh és szlovák önkéntesekből szervezték, akik az antant oldalán harcoltak abban a reményben, hogy a központi hatalmak legyőzése után függetlenedhetnek az Osztrák–Magyar Monarchiától. Bátor erőfeszítésük kritikus szerepet játszott Csehszlovákia megalapításában, és a hidat átnevezése a nemzeti büszkeség szimbólumává tette.
A rendszerváltás előtt azért kapta Május elseje nevét, mert 1890-ben a hatóságok a Lövész-szigetet jelölték ki az első május elsejei munkás ünnep helyszínéül abban a hiszemben, hogy ott könnyebben tudják a rendet fenntartani. A félelemmel teli várakozások dacára az ünnepen nem volt semmiféle incidens, minden békében, afféle fesztiválhangulatban zajlott. Ebben az időben a szigetet gyakran, bér nem hivatalosan Úttörők szigetének (Ostrov pionýrů) is nevezték.

## Története
Ezen a helyen ez a második híd. Az eredeti lánchíd 1839–1841-ben épült és 1898-ig szolgált. A jelenlegi kőhidat 1898–1901-ben épült Vojtěch Lanna üzletember kezdeményezésére, Antonín Balšánek építész és Jiří Soukup mérnök terve alapján. 1901. június 14-én nyitották meg I. Ferenc József császár jelenlétében.

## Stílusa, szerkezete
Az építmény a szecessziós és a neobarokk stílusok keveréke. Az oldalát kiemelkedő cseh szobrászok munkái díszítik, művészi vonzerőt adva a szerkezeti funkcionalitáshoz.
A híd kilenc alacsony, változó fesztávú ívből áll; a Lövész szigeti feletti boltozat köríves, a többi lapos ellipszoid. A pilléreket gránittömbökből építették. Mindkét végéhez közel két-két  elegáns, kupolás kőtorony emelkedik; eredetileg ezekben szedték a hídvámot.
A hídtestről elegáns lépcsősor vezet a parkosított szigetre.

## Fordítás
Ez a szócikk részben vagy egészben  a   Most Legií című cseh Wikipédia-szócikk ezen változatának fordításán alapul.  Az eredeti cikk szerkesztőit annak laptörténete sorolja fel. Ez a jelzés csupán a megfogalmazás eredetét és a szerzői jogokat jelzi, nem szolgál a cikkben szereplő információk forrásmegjelöléseként.